# Ботурићи (Александровац)
Ботурићи су насеље у Србији у општини Александровац у Расинском округу. Према попису из 2022. има 210 становника (према попису из 2011. било је 235 становника).

## Демографија
У насељу Ботурићи живи 229 пунолетних становника, а просечна старост становништва износи 44,7 година (43,3 код мушкараца и 46,1 код жена). У насељу има 78 домаћинстава, а просечан број чланова по домаћинству је 3,37.
Ово насеље је у потпуности насељено Србима (према попису из 2002. године), а у последњих пет пописа, примећен је пад у броју становника.
|  |

| Демографија | Демографија | Демографија |
| Година      | Становника  | Становника  |
| ----------- | ----------- | ----------- |
| 1948.       | 383         |             |
| 1953.       | 413         |             |
| 1961.       | 399         |             |
| 1971.       | 354         |             |
| 1981.       | 336         |             |
| 1991.       | 308         | 305         |
| 2002.       | 263         | 279         |
| 2011.       | 235         |             |
| 2022.       | 210         |             |

| Етнички састав према попису из 2002.‍ | Етнички састав према попису из 2002.‍ | Етнички састав према попису из 2002.‍ | Етнички састав према попису из 2002.‍ | Етнички састав према попису из 2002.‍ |
| ------------------------------------ | ------------------------------------ | ------------------------------------ | ------------------------------------ | ------------------------------------ |
|                                      |                                      |                                      |                                      |                                      |
| Срби                                 | Срби                                 |                                      | 263                                  | 100,0%                               |
| непознато                            | непознато                            |                                      | 0                                    | 0,0%                                 |

| Година пописа     | 1948. | 1953. | 1961. | 1971. | 1981. | 1991. | 2002. |
| ----------------- | ----- | ----- | ----- | ----- | ----- | ----- | ----- |
| Број домаћинстава | 61    | 63    | 60    | 64    | 71    | 80    | 78    |

| Број чланова      | 1  | 2  | 3  | 4  | 5  | 6 | 7 | 8 | 9 | 10 и више | Просек |
| ----------------- | -- | -- | -- | -- | -- | - | - | - | - | --------- | ------ |
| Број домаћинстава | 15 | 16 | 10 | 14 | 13 | 8 | 1 | 0 | 0 | 1         | 3,37   |

| Пол    | Укупно | Неожењен/Неудата | Ожењен/Удата | Удовац/Удовица | Разведен/Разведена | Непознато |
| ------ | ------ | ---------------- | ------------ | -------------- | ------------------ | --------- |
| Мушки  | 122    | 37               | 71           | 13             | 1                  | 0         |
| Женски | 116    | 21               | 69           | 25             | 1                  | 0         |
| УКУПНО | 238    | 58               | 140          | 38             | 2                  | 0         |

| Пол    | Укупно                    | Пољопривреда, лов и шумарство | Рибарство                            | Вађење руде и камена | Прерађивачка индустрија       |
| ------ | ------------------------- | ----------------------------- | ------------------------------------ | -------------------- | ----------------------------- |
| Мушки  | 81                        | 59                            | 1                                    | 0                    | 8                             |
| Женски | 61                        | 53                            | 0                                    | 0                    | 3                             |
| УКУПНО | 142                       | 112                           | 1                                    | 0                    | 11                            |
| Пол    | Производња и снабдевање   | Грађевинарство                | Трговина                             | Хотели и ресторани   | Саобраћај, складиштење и везе |
| Мушки  | 0                         | 2                             | 4                                    | 2                    | 1                             |
| Женски | 0                         | 1                             | 2                                    | 1                    | 0                             |
| УКУПНО | 0                         | 3                             | 6                                    | 3                    | 1                             |
| Пол    | Финансијско посредовање   | Некретнине                    | Државна управа и одбрана             | Образовање           | Здравствени и социјални рад   |
| Мушки  | 0                         | 0                             | 2                                    | 0                    | 0                             |
| Женски | 0                         | 0                             | 0                                    | 0                    | 1                             |
| УКУПНО | 0                         | 0                             | 2                                    | 0                    | 1                             |
| Пол    | Остале услужне активности | Приватна домаћинства          | Екстериторијалне организације и тела | Непознато            | Непознато                     |
| Мушки  | 2                         | 0                             | 0                                    | 0                    | 0                             |
| Женски | 0                         | 0                             | 0                                    | 0                    | 0                             |
| УКУПНО | 2                         | 0                             | 0                                    | 0                    | 0                             |